# 河南足球俱乐部
河南足球俱乐部（Henan FC），或依其冠名称之为“河南酒祖杜康”，成立於1994年8月27日，前身为河南省足球队，是中國较早成立的职业足球俱乐部之一，1994年职业联赛初年至今唯一一支未易帜的俱乐部，目前参加中國足球超級聯賽的比赛。原名河南建业足球俱乐部，因中国足协俱乐部名称中性化在2021赛季起改为河南嵩山龙门足球俱乐部，2023赛季起改为河南足球俱乐部。
雖然河南队是中國最早成立的职业足球俱乐部之一，但自成立以來一直只能在次一級的聯賽中比賽，2007年賽季是河南队首次參加中国职业足球顶级联赛的赛事。2009年賽季中超联赛河南队获得季军，创造俱乐部历史最佳战绩，并首次入围亚洲冠军联赛小组赛。2012賽季結束后降入中國足球甲級聯賽，2013年又夺得中甲冠军，从而重返中超。
河南队主场位于河南省会郑州市的航海体育场，是中国第一支完全拥有自己主场的足球俱乐部。

## 俱乐部历史

### 前身
河南队的前身是河南省足球队，成立于1959年，曾经获得过1985年第一届全国青少年运动会冠军，1987年第六届全运会第七名。1985年成为甲级队。

### 1994年至1997年
1994年8月27日，河南建业足球俱乐部在河南省工商行政管理局注册。俱乐部由河南建业房地产开发有限公司与河南省足球协会合作组建，前者拥有60%股份，后者拥有40%股份。胡葆森任董事长，戴大洪任总经理。次日，在1994年全国足球甲B联赛第十七轮比赛中，首次以俱乐部名义出战的河南建业足球队以5：2战胜武钢二队。9月29日-10月3日，俱乐部成立后首次组织商业比赛，与香港发景足球队分别在洛阳和郑州举行了两场比赛，比分为0：0和3：0。1994赛季结束后，成立俱乐部时已处于降级边缘的河南建业足球队最终获得第10名，降为乙级队。
12月27日，俱乐部召开第一次董事会，就足球队重返甲级行列进行了决策和探讨，对原教练班子进行了调整，王随生被聘为主教练，原主教练张长海担任教练。1995年1月，俱乐部二线队成立，该队除代表俱乐部参加全国奥林匹克联赛等'77-'80年龄组比赛外，还将代表河南省参加第八届全国运动会足球比赛。6月。河南建业参加在武汉举行的1995年全国足球乙级联赛中南区复赛，与广西银荔、武汉前卫一起获得决赛阶段的参赛资格。10月26日，河南建业足球队在武汉举行的1995年全国足球乙级联赛决赛阶段比赛中以0：0战平武汉前卫队，提前两轮获得重返甲级队的资格。10月30日，河南建业以乙级联赛第2的成绩和上海浦东、武汉前卫和大连顺发一起获得1996赛季甲级参赛资格。
1996年5月，河南建业引进俄罗斯莫斯科斯巴达克俱乐部的球员伊戈尔·叶尔莫辛，这也是河南省体育运动发展史上首次引进外籍球员。在1996全国甲B联赛中，河南建业足球队以6胜6平10负积24分的成绩获得第8名，成功完成保级任务。1997年8月2日，河南建业在宁波以4：2战胜火车头，取得参加职业联赛以来第一个客场胜利。由于当赛季甲B有四个升级的名，河南建业直到最后一轮都保持着升上甲A的希望，但在11月29日联赛最后一轮，河南建业足球在上海以0：0战和上海豫园，最终与广州松日同积34分，但因净胜球少只能名列第五名，失去晋级甲A的资格。

### 1998年至2002年
1998赛季，河南建业将主场迁移到新乡市体育中心。但球队在该赛季表现不佳，从第6轮在主场1：3负于陕西国力开始，创造了球队连续12轮不胜的纪录。虽然俱乐部作出积极应对，并在8月17日，聘请湖北籍著名教练丁三石顶替王随生担任球队主教练。但依然在该赛季不幸再度降级。不过由新乡市各界尤其是新乡体育中心与河南建业足球俱乐部合作，摸索出的社会经营体育产业的路子，受到体育产业界及中央新闻单位的高度评价，中央电视台《足球之夜》称之为“新乡模式”，同时新乡球市也成为又一“金牌球市”。
1999年1月15日河南建业（集团）有限公司买断省体工大队持有的河南建业足球俱乐部40%股份，俱乐部成为建业集团旗下的独资企业，并在当天再次聘请丁三石出任球队主教练。6月9日丁三石下课，原主教练王随生重新出任建业队主教练。王随生带队表现出色，并于10月18日在天津河东体育场2：2战平青岛海利丰，从而以总成绩3：2淘汰对手，再度重返甲级行列。10月20日，河南建业队在乙级联赛决赛中2：1战胜解放军超能，荣获1999赛季全国足球乙级联赛冠军，并在2000赛季成功在甲B联赛站稳脚跟。
2001年7月，米罗西份执掌河南建业队帅印，拉丁和林道夫担任助理教练，这是河南足球队历史上首次聘请外国教练。但在次年第12轮过后，河南队以3胜3平6负积分12的战绩名列第11位，在广大球迷及社会舆论的压力下，俱乐部决定由原助理教练门文峰担任执行教练，拉丁和林道夫继续留任执教，并在8月初正式和米罗西终止工作合同。门文峰上任后以不俗的战绩赢得了俱乐部的信任，球队在联赛后半段成绩开始反弹。

### 2003年到2006年
2002年12月26日，河南建业宣布郑州航海体育场将成为建业2003赛季新主场，河南队重返阔别了五年的省会郑州。2003年2月18日，原大连万达主教练迟尚斌成为建业队的新任主教练，这暗示出俱乐部对球队改造和实现中超计划的决心。9月27日，建业队在天津河东体育场以1：2负于北京现代，建业队在03赛季的足协杯征程到此止步。但由于建业队是成为了2003赛季唯一一支闯入足协杯八强的甲B球队，在岁末赢取了中国足协颁发的“足协杯黑马奖”。而在9月20日-11月8日，建业队创造了建业联赛征战史上第一个"十轮不败"的佳绩。11月23日，建业队在苏州客场1:0击败青岛海利丰，以48分取得了末代甲B的联赛亚军，但由于该赛季没有实施升降级制度，河南只能继续在中甲联赛征战。
2004年1月7日，塞黑籍教练萨沙·尼克里奇接替迟尚斌成为建业队新一任主教练，成为第二位洋帅。3月15日，曾在97\98赛季为建业队效力的罗马尼亚国脚波尔乌重返河南，再次与俱乐部正式签约，他也从此将成为建业队历史上签约时间最长的外援。10月10日，建业主场1比1战平长春亚泰后，建业外籍主教练萨沙由于联赛成绩的不理想而遭遇下课，助理教练殷立华接过教鞭成为建业新任主教练。2004赛季，建业队以11胜12平9负积45分的战绩名列第七名，和联赛之初制定的"保六争四"的联赛目标还有些距离。
2005年3月4日，2005赛季中甲联赛在建业主场新乡正式揭开战幕，但由于建业将士状态欠佳，在揭幕战比赛中0比1落败成都五牛,未能实现联赛的开门红。4月23日，建业在主场1比2负于长春亚泰队，联赛排名跌至第十，主场连连告负使得联赛前期的冲超目标成为空谈，俱乐部的经营和球市也受到严重影响，一直处于低迷状态。6月4日，在建业主场2比2战平青岛海利丰的比赛结束后，主场球迷由于不满裁判判罚，赛后在围攻裁判的过程中与新乡当地值勤的警察发生严重冲突，造成两郑州球迷的脸部中伤，事后冲突事件被全国各大网站、媒体报道，引发全国球迷的关注。9月5日，建业集团任命著名作家、集团副总裁张宇先生接替胡总正式出任俱乐部的董事长，并在赛季结束后对球队进行大换血，一线队10名球员正式离队，随后又宣布主教练殷立华下课，球队暂时由助理教练陈文杰担任。10月22日，建业在新乡主场1-4惨败广州日之泉后,以7胜6平13负的糟糕战绩结束了这个不堪回首的赛季。
2005年11月8日，门文峰重返河南，正式入主建业成为新赛季的主教练。在2006赛季中甲联赛中，河南建业表现出色，并在2006年10月14日提前两轮冲超成功，并于10月28日在广州越秀山体育场以3:1击败广州医药队后夺2006中甲联赛冠军。

### 2007年至2010年
2007年首次參與中國頂级足球聯賽中國足球超級聯賽,4月29日爆冷以2-1擊敗大連實德取得隊史上首場中超胜利，最终获得了第12名，成功保级。而球队表现稳定，在2008赛季获得第十名的成绩。
2009赛季，河南成为中超联赛中的黑马，在联赛的第5轮至第7轮，河南建业曾连续三轮位居榜首，直到联赛的最后一轮，河南建业都保持夺得冠军的可能，但由于在10月31日，球队在深圳1：3不敌深圳红钻，只获得季军，不过这已经创造俱乐部历史最佳战绩，并成功入围2010赛季亚洲冠军联赛小组赛。
2009年12月29日，河南建业以1.18亿的价格买下航海体育场，成为中国足球历史上第二个拥有自己体育场的足球俱乐部（第一个为青岛颐中海牛俱乐部）。
2010年2月24日，河南建业首次在亚冠联赛中亮相，0：0与到访的新加坡联赛冠军新加坡军团队战平，取得球队历史上首个亚冠积分。2010年3月10日，河南建业在亚冠联赛小组赛第二轮客场挑战日本劲旅，2008年亚洲冠军联赛冠军大阪钢巴队的比赛中凭借顽强的防守以1:1逼平对手，取得了球队历史上在洲际赛场的第一个进球。
2010年4月27日，河南建业主场1：1战平日本球队大阪钢巴，3平3负结束首次亚冠之旅。该年球队在国内联赛最终排名第8，位居中游。

### 2011年至2012年
2011和2012赛季，河南建业在经历过征战亚冠后未能再接再厉。由于混乱的俱乐部管理以及以广州恒大为首的财力雄厚的顶级俱乐部发展迅速，球队成绩快速下滑，并在2012赛季降入甲级联赛。
进入2011赛季，尽管河南建业邀请了韩国籍教练金鹤范接掌帅印，但球队仍表现不佳，前八轮联赛全部不胜仅积三分。在遭遇俱乐部高层意料之外的成绩下滑之后，仅经过八轮联赛便决定解雇金鹤范。而俱乐部在赛季中也对外援作出调整，签入赞比亚国家队队长、锋线大将卡通戈。经过有惊无险背后的险滩重重后，河南建业最终以7胜11平12负积32分排名第十三的成绩完成了失败的赛季。
而到了2012赛季，由于新任主教练维斯雷恩的错误指导，建业开头已是倒数第一。于7月15日上任的救火队长沈祥福也未起到作用。2012年7月6日，经俱乐部董事会决议，任命王海鸣指导为河南建业一线队领队。2012年10月27日，建业主场0-1不敌大连实德，在联赛仅剩一场的情况下，仅积26分。最终2012赛季建业队7胜5平18负位列中超倒数第一，惨遭降级。2012年11月30日，俱乐部决定再次起用唐尧东，继续征战2013年中甲联赛。

### 2012年以後
2020年12月31日，因應中國足協的俱乐部名称中性化新政，河南建业宣佈球隊將更名为洛阳龙门。但这一名称遭到河南球迷的一致抗议。球迷不满球队将“河南”二字也去掉，而且“洛阳龙门”也并非之前征求意见时的选项，指责这一举动等于“背叛”河南球迷。为此，建业方面向中国足协申请延期更名，“洛阳龙门”或将被放弃。其后，媒体曝光俱乐部的新名称为“河南嵩山龙门”。在省级有关部门的指导下，经过反复沟通，最终确立了郑州市政府、洛阳市政府与建业集团联合组建俱乐部的合作方案。2021年2月20日，河南建业正式更名为河南嵩山龙门。
自2022年8月起，作为三大股东之一的洛阳文旅集团停止了对俱乐部的资金投入，并在2023年初正式退出。面对这一情况，俱乐部不得不启动第二轮股权改革。原本，主要赞助商中原银行有意参与股权改革，并与俱乐部初步达成了合作意向。然而，出人意料的是，中原银行在此关键时刻进行了人事变动，导致股权改革事宜暂时搁置，没有了后续进展。
2023年4月7日，河南嵩山龙门足球俱乐部股份有限公司更名为河南足球俱乐部股份有限公司。
在中国足协恢复球队商业冠名之后，2024年2月5日，河南队与当地白酒品牌杜康达成合作，后者将在2024赛季冠名河南队，河南队也成为恢复商业冠名后首支获得冠名的中国职业足球俱乐部。

### 历年战绩
| 年份 | 联赛等级                 | 赛 | 胜 | 平 | 负 | 得分 | 排名 | 备注                       |
| ---- | ------------------------ | -- | -- | -- | -- | ---- | ---- | -------------------------- |
| 1994 | 甲级联赛B组              | 20 | 5  | 3  | 12 | 13   | 10   | 降入乙级                   |
| 1995 | 乙级联赛（非循环赛制）   |    |    |    |    |      | 2    | 升入甲级联赛B组            |
| 1996 | 甲级联赛B组              | 22 | 6  | 6  | 10 | 24   | 8    |                            |
| 1997 | 甲级联赛B组              | 22 | 9  | 7  | 6  | 34   | 5    |                            |
| 1998 | 甲级联赛B组              | 22 | 5  | 10 | 7  | 25   | 11   | 降入乙级                   |
| 1999 | 乙级联赛（非循环赛制）   |    |    |    |    |      | 1    | 升入甲级联赛B组            |
| 2000 | 甲级联赛B组              | 22 | 6  | 9  | 7  | 27   | 8    |                            |
| 2001 | 甲级联赛B组              | 22 | 8  | 5  | 9  | 26   | 10   |                            |
| 2002 | 甲级联赛B组              | 22 | 6  | 8  | 8  | 26   | 11   |                            |
| 2003 | 甲级联赛B组              | 26 | 14 | 6  | 6  | 48   | 2    |                            |
| 2004 | 甲级联赛                 | 32 | 11 | 12 | 9  | 45   | 7    |                            |
| 2005 | 甲级联赛                 | 26 | 7  | 6  | 13 | 27   | 10   |                            |
| 2006 | 甲级联赛                 | 24 | 18 | 5  | 1  | 59   | 1    | 升入超级联赛               |
| 2007 | 超级联赛                 | 28 | 5  | 12 | 11 | 27   | 12   |                            |
| 2008 | 超级联赛                 | 30 | 9  | 9  | 12 | 36   | 10   |                            |
| 2009 | 超级联赛                 | 30 | 13 | 9  | 8  | 48   | 3    | 入围2010赛季亚冠联赛小组赛 |
| 2010 | 超级联赛                 | 30 | 9  | 13 | 8  | 40   | 8    |                            |
| 2011 | 超级联赛                 | 30 | 7  | 11 | 12 | 32   | 13   |                            |
| 2012 | 超级联赛                 | 30 | 7  | 5  | 18 | 26   | 16   | 降入甲级                   |
| 2013 | 甲级联赛                 | 30 | 18 | 8  | 4  | 62   | 1    | 升入超级联赛               |
| 2014 | 超级联赛                 | 30 | 6  | 12 | 12 | 30   | 14   |                            |
| 2015 | 超级联赛                 | 30 | 12 | 10 | 8  | 46   | 5    |                            |
| 2016 | 超级联赛                 | 30 | 10 | 5  | 15 | 35   | 13   |                            |
| 2017 | 超级联赛                 | 30 | 7  | 9  | 14 | 30   | 14   |                            |
| 2018 | 超级联赛                 | 30 | 10 | 4  | 16 | 30   | 12   |                            |
| 2019 | 超级联赛                 | 30 | 11 | 8  | 11 | 41   | 8    |                            |
| 2020 | 超级联赛（非循环赛制）   | 20 | 5  | 5  | 10 | 23   | 9    |                            |
| 2021 | 超级联赛（非循环赛制）   | 22 | 7  | 9  | 6  | 19   | 10   |                            |
| 2022 | 超级联赛（部分循环赛制） | 34 | 17 | 8  | 9  | 60   | 6    |                            |
| 2023 | 超级联赛                 | 30 | 9  | 9  | 12 | 36   | 10   |                            |

## 球队主场

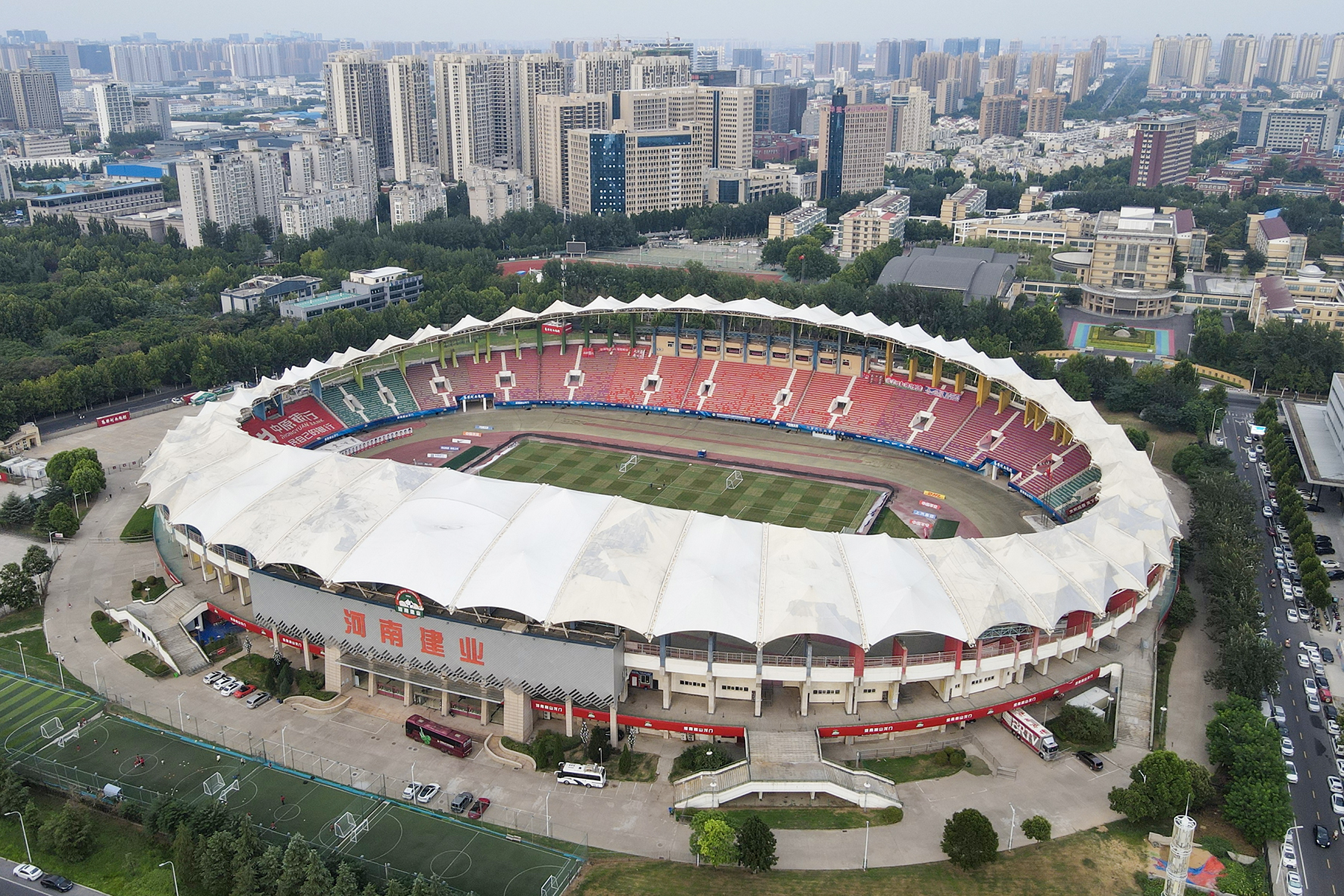
郑州市航海体育场，2002年9月竣工，可容纳2.9万名观众

从2006年开始，航海体育场就一直被用作河南嵩山龙门的主场。2009年12月29日，河南嵩山龙门以1.18亿的价格买下了航海体育场。
在2014赛季中超联赛的中后阶段，航海体育场的草地质量严重下滑，被戏称为“菜地”的恶劣场地遭到多方批评。虽然俱乐部方面很快对场地进行了一些修整，但“菜地”情况仍时常出现。
| 使用时间      | 所在城市 | 球场名称       |
| ------------- | -------- | -------------- |
| 1994年        | 郑州     | 河南省体育场   |
| 1995年        | －       | －             |
| 1996年-1997年 | 郑州     | 河南省体育场   |
| 1998年-2001年 | 新乡     | 新乡市体育中心 |
| 2002年        | 洛阳     | 西工体育场     |
| 2003年        | 郑州     | 航海体育场     |
| 2004年-2005年 | 新乡     | 新乡市体育中心 |
| 2006年-       | 郑州     | 航海体育场     |

## 历任主教练
更新日期：2020年11月12日
| 执教时间                   | 姓名            | 备注                                   |
| -------------------------- | --------------- | -------------------------------------- |
| 1994年8月-1994年12月       | 张长海          |                                        |
| 1994年12月-1998年8月       | 王随生          |                                        |
| 1998年8月-1999年6月        | 丁三石          |                                        |
| 1999年6月-2001年7月        | 王随生          |                                        |
| 2001年7月-2002年8月        | 米罗西          | 河南建业第一名外籍教练                 |
| 2003年2月-2003年12月       | 迟尚斌          |                                        |
| 2004年1月-2004年10月       | 萨沙·尼克里奇   |                                        |
| 2004年10月-2005年9月       | 殷立华          |                                        |
| 2005年9月-2005年11月       | 陈文杰          | 代理主教练                             |
| 2005年11月-2007年9月       | 门文峰          |                                        |
| 2007年9月-2007年12月       | 裴恩才          |                                        |
| 2007年12月-2008年6月       | 贾秀全          |                                        |
| 2008年6月-2008年9月        | 卡西米罗        |                                        |
| 2008年9月-2010年11月       | 唐尧东          | 2009赛季最佳教练员                     |
| 2010年11月-2011年5月       | 金鹤范          |                                        |
| 2011年5月-2011年6月        | 赵伟            | 执行教练                               |
| 2011年6月-2011年12月       | 邦弗雷雷        |                                        |
| 2011年12月-2012年7月       | 維斯雷恩        |                                        |
| 2012年7月-2012年11月       | 沈祥福          |                                        |
| 2012年12月-2014年6月       | 唐尧东          |                                        |
| 2014年6月-2017年6月        | 贾秀全          |                                        |
| 2017年6月-2017年9月        | 亚森·彼得罗夫   |                                        |
| 2017年6月-2017年12月       | 郭光琪          |                                        |
| 2017年12月-2018年4月       | 德拉甘·塔拉吉奇 |                                        |
| 2018年4月-2018年9月        | 张外龙          |                                        |
| 2018年9月-2020年7月        | 王宝山          |                                        |
| 2020年7月-2020年10月       | 杨戟            |                                        |
| 2020年10月-2023年3月1日    | 哈维尔·佩雷拉   |                                        |
| 2023年3月-2024年1月7日     | 塞尔吉奥·萨尔科 |                                        |
| 2024年1月7日-2025年4月29日 | 南基一          |                                        |
| 2025年4月29日-             | 丹尼尔·拉莫斯   | 2025年5月1日比赛由助理教练陆峰代理执教 |

## 2022赛季球员名单
更新日期：2022年4月29日
| 編號  | 國籍                 | 球員名字              | 位置  | 出生日期       | 加盟年份 | 前屬球會       | 籍贯           |
| 門 將 | 門 將                | 門 將                 | 門 將 | 門 將          | 門 將    | 門 將          | 門 將          |
| ----- | -------------------- | --------------------- | ----- | -------------- | -------- | -------------- | -------------- |
| 1     | 中国                 | 史成龙                | 门将  | 1999年5月28日  | 2020年   | 青年队         | 河南新乡       |
| 19    | 中国                 | 王国明                | 门将  | 1990年2月2日   | 2016年   | 石家庄永昌     | 辽宁大连       |
| 65    | 中国                 | 胡冰翰                | 门将  | 2001年1月12日  |          | 青年队         |                |
| 后 卫 |                      |                       |       |                |          |                |                |
| 4     | 中国                 | 罗歆                  | 后卫  | 1990年2月7日   | 2020年   | 北京人和       | 重庆           |
| 5     | 中国                 | 顾操                  | 后卫  | 1986年5月31日  | 2008年   | 上海申花       | 上海           |
| 6     | 中国                 | 王上源                | 后卫  | 1993年6月2日   | 2019年   | 广州恒大       | 河南郑州       |
| 11    | 中国                 | 柯钊                  | 后卫  | 1989年3月25日  | 2017年   | 武汉卓尔       | 湖北黄石       |
| 23    | 波斯尼亚和黑塞哥维那 | 舒尼奇                | 后卫  | 1989年12月15日 | 2021年   | 北京国安       | 波黑           |
| 26    | 中国                 | 刘家辉                | 后卫  | 2001年1月25日  | 2021年   | 青年队         |                |
| 27    | 中国                 | 牛梓屹                | 后卫  | 1999年9月21日  | 2020年   | 青年队         |                |
| 31    | 中国                 | 黄闯                  | 后卫  | 1997年1月2日   | 2019年   | 贡多马尔       | 湖北武汉       |
| 33    | 中国                 | 迪力穆拉提·毛拉尼牙孜 | 后卫  | 1998年4月8日   | 2020年   | 重庆当代力帆   | 新疆库尔勒     |
|       | 中国                 | 赵宏略                | 后卫  | 1989年12月4日  | 2022年   | 武汉长江       | 辽宁大连       |
|       | 中国                 | 杨帅                  | 后卫  | 1997年1月28日  | 2022年   | 重庆两江竞技   | 江苏徐州       |
| 中 场 |                      |                       |       |                |          |                |                |
| 15    | 中国                 | 杜智轩                | 前卫  | 2001年10月15日 | 2022年   | 青年队         |                |
| 21    | 中国                 | 陈克强                | 前卫  | 1999年9月18日  | 2020年   | 青年队         |                |
| 28    | 中国                 | 马兴煜                | 前卫  | 1989年11月4日  | 2018年   | 青岛中能       | 山东青岛       |
| 30    | 中国                 | 钟晋宝                | 前卫  | 1994年11月25日 | 2013年   | 青年队         | 湖北武汉       |
| 30    | 中国                 | 王浩然                | 前卫  | 2001年1月19日  | 2021年   | 青年队         | 河南洛阳       |
| 81    | 中国                 | 郑钧蔚                | 前卫  | 2004年1月10日  | 2022年   | 青年队         | 河南郑州       |
|       | 中国                 | 黄紫昌                | 前卫  | 1997年4月4日   | 2022年   | 武汉长江       | 福建莆田       |
|       | 波兰                 | 阿德里安              | 前卫  | 1986年11月6日  | 2022年   | 重庆两江竞技   | 波兰奥尔什丁   |
|       | 中国                 | 钟义浩                | 前卫  | 1996年3月23日  | 2022年   | 广州           | 山东青岛       |
|       | 中国                 | 冯博轩                | 前卫  | 1997年3月18日  | 2022年   | 广州恒大       | 湖北武汉       |
|       | 中国                 | 赵宇豪                | 前卫  | 1993年4月7日   | 2022年   | 河北华夏幸福   | 云南昆明       |
| 前 锋 |                      |                       |       |                |          |                |                |
| 7     | 巴西                 | 卡兰加                | 前锋  | 1991年4月14日  | 2018年   | 索菲亚中央陆军 | 巴西卡马拉吉贝 |
| 9     | 巴西                 | 多拉多                | 前锋  | 1989年9月15日  | 2019年   | 弗拉门戈       | 巴西圣保罗     |
| 10    | 塞拉利昂             | 布亚·图雷             | 前锋  | 1995年1月10日  | 2021年   | 河北华夏幸福   | 塞拉利昂弗里敦 |
| 32    | 中国                 | 韩东                  | 前锋  | 2001年3月2日   | 2019年   | 青年队         |                |
|       | 中国                 | 帕尔曼江·克尤木       | 前锋  | 2001年2月1日   | 2021年   | 广州（租借）   | 新疆克孜勒苏   |

### 著名球員
| - 宋琦 - 陆峰 | - 尤里安 - 特兰切夫 | - 奥利萨德贝 - 内托 | - 赵鹏 - 曾诚 | - 宋泰林 - 聂磊 | - 苏斌 - 高梵 | - 卡通戈 - 肖智 |

## 球队官方
现任管理层
- 球队董事长：胡葆森
- 球队经理：張衛軍

### 现任教练组
最後更新：2018-05-30
| 一线队教练组成员 | 姓名            |
| 主教练           | 塞尔吉奥·萨尔科 |
| 领队兼总经理     | 郭光琪          |
| 助理教练         | 李尚恩          |
| 体能教练         | 福卡            |
| 队务             | 胡姆洛          |
| 新闻官           | 陈文杰          |
| 翻译             | 霍亮            |
| 翻译             | 韩兆峰          |
| 翻译             | 王子            |
| 队医             | 王首厅          |
| 队医             | 侯军利          |

來源：http://www.jianyefc.com/

## 球會榮譽
| 榮譽          | 次數     | 年度           |
| 国内联赛      | 国内联赛 | 国内联赛       |
| ------------- | -------- | -------------- |
| 中甲联赛 冠軍 | 2        | 2006年，2013年 |
| 中超联赛 季軍 | 1        | 2009年         |
| 中乙联赛 冠軍 | 1        | 1999年         |

## 球迷
目前河南省只有一支顶级足球俱乐部，虽然球队在郑州，但仍以河南为球队名称前缀，加之建业俱乐部已经苦心经营了16年，即使中途冠名权有所改变，俱乐部的所有权从未更变，河南建业在省内有数量众多的球迷支持，中原球市一直以火爆著称，1998年11场中场比赛观众达33万人次，名列当时甲B各赛区之首，在全国所有甲级队中也名列前茅。2007年进入中超的第一场主场对战上海申花的比赛，至少有1000多球迷是持假票入场的。经俱乐部官方的粗略统计，河南球迷总数占全国球迷总数之最，达300万之多。河南足球历史上曾经组织数次河南球迷专列，让河南球迷扬名华夏。2001年，河南球迷大联盟成立。目前，建业足球俱乐部在河南全省各地市共拥有33家球迷协会。建业的球迷通常自称为河南球迷或者建业球迷，一般身着红色服装，偶尔也会穿蓝色，2009年建业球迷几乎组织了全部客场比赛的远征。到目前为止河南球迷组织的到客场人数最多的一次是06年冲超，在南京五台山体育场，人数超过了5000人。目前最著名的球迷组织是2003年创立的建业红魔球迷会。

### 著名球迷事件

#### 球迷专列
河南建业球迷曾经因为球队助威，而组织大量球迷到客场助威。1997年9月，郑州铁路局组织球迷专列，奔赴广州松日队主场广州韶关，该场比赛关系着河南建业是否能升入当时的甲A联赛。1997年11月14日12：40分，全国第一辆球迷专列“河南证券号”启程前往广州韶关。当天中午11点，郑州火车站广场就已经聚集了河南各地近两千名球迷。之后河南省体委、省足协、郑州铁路局、郑州球迷协会为远征的球迷举行了的壮行仪式。”当时有1582名球迷乘坐该专列赴韶关。11月15日下午1点专列到达韶关，在当地警车开道下，建业球迷组成长达千米的方阵向韶关西河体育中心进发。比赛于下午2：30开始，比赛当中建业球迷为建业营造了主场般的比赛氛围。最终，凭借第3分钟罗马尼亚外援尤里安的点球，河南建业1：0战胜了徐根宝执教的广州松日。
而河南建業球迷在2009年10月也曾組織球迷專列赴客場觀戰。當時已經獲得亞冠資格且仍有爭冠可能的河南建業隊即將在客場對戰深圳隊，6000名河南球迷計劃奔赴深圳。10月26日，由於10月29日及30日鄭州至深圳的火車票售罄，河南鐵路部門在與洛陽球迷協商後決定開行臨時球迷專列，在10月29日由洛陽開出的1182次列車為遠征球迷加掛一節車廂。 2009年10月29日晚23時，球迷專列由洛陽始發，在河南省內經停鄭州、開封、商丘，也接載了上述三地的球迷，最終於10月31日上午抵達深圳。當天下午的比賽中，現場觀戰的建業球迷實有三千餘人，惟河南建業以1-3不敵深圳，獲得季軍，但已創造河南建業隊史最佳戰績。

#### 抬棺之战
1998年，甲B联赛收尾阶段，由于受成都五牛、重庆红岩、云南红塔等“西南烟草联盟”排挤，建业队濒临降级。最后一场主场对重庆红岩赛前，开封球迷策划了“抬棺决战”：数十人清一色深色西装、墨镜，抬着一口棺材入场以示决心，新乡主场更一度被视为“火药桶”。比赛前一天，中国足协竞赛部主任蔚少辉对球迷承诺：“只要你们不抬棺决战，建业队肯定能保级。”事后建业队击败了重庆红岩，但是依然未能摆脱降级的命运。赛后，河南部分球迷要求甲B扩军，河南建业原总经理戴大洪更发文质疑中国足协。

## 更名
2021年2月20日，河南建业足球俱乐部宣布更名为河南嵩山龙门足球俱乐部。
2023年4月7日，河南嵩山龙门足球俱乐部更名为河南足球俱乐部。

## 外部連結
- 官方网站 （页面存档备份，存于）